# Солёный Яр (село)
Солёный Яр (укр. Солоний Яр) — село в составе Слатинского поселкового совета Дергачёвского района Харьковской области, Украина.
Код КОАТУУ — 6322057302. Население по переписи 2001 года составляет 10 (2/8 м/ж) человек.

## Географическое положение
Село Солёный Яр находится в балке Солёный Яр, на правом берегу реки Лопань, недалеко от Коробковского водохранилища. Выше по течению примыкает к посёлку городского типа Слатино, ниже по течению — село Безруки.

## История
- 1913 — дата основания.